# Letting You In
Letting You In è il quinto album in studio del cantautore statunitense Kris Allen, pubblicato nel 2016.

## Tracce
1. Love Will Find You
2. Time Will Come
3. Waves
4. Faster Shoes
5. If We Keep Doing Nothing
6. Way Up High
7. Feeling This Way
8. Letting You In
9. Move
10. I Remember You